# Dmitri Gramachkov
Dmitri Gramachkov (9 de mayo de 2003) es un deportista de Rusia que compite en atletismo. Ganó una medalla de bronce en el Campeonato Europeo de Atletismo Sub-20 de 2021, en la prueba de 10 km marcha.